# Marie Bochet
Marie Bochet (Beaufort, 9 febbraio 1994) è una sciatrice alpina francese, pluri campionessa paralimpica e mondiale in tutte le specialità dello sci alpino paralimpico.

## Biografia
Bochet è nata a Chambéry nel 1994. Aveva cinque anni quando ha iniziato a sciare.

## Carriera
Atleta paralimpica, è stata la prima sciatrice a finire la gara di slalom gigante. Ha sciato ai Campionati mondiali del 2011 ed è stata la seconda sciatrice a finire la discesa libera femminile in piedi e nel Super G.
Bochet ha gareggiato alle Paralimpiadi invernali del 2014 a Soči, in Russia, dove ha vinto quattro medaglie d'oro.
Alle Paralimpiadi invernali del 2018 a PyeongChang, Bochet ha vinto altre quattro medaglie d'oro. Agli stessi giochi, è stata eletta per far parte del Comitato Paralimpico Internazionale, unendosi alla commissione degli atleti. È una componente della commissione dell'atleta anche per i Giochi Olimpici e Paralimpici del 2024.

## Palmarès

### Paralimpiadi
- 9 medaglie:
  - 8 ori (discesa libera, supergigante, combinata e slalom gigante a Soči 2014); (discesa libera, supergigante, slalom gigante e slalom speciale a Pyeongchang 2018)
  - 1 argento (supergigante a Pechino 2022)

### Mondiali
- 15 medaglie:
  - 13 ori (discesa libera, slalom gigante, slalom speciale, supergigante, supercombinata a La Molina 2013; discesa libera, slalom gigante, slalom speciale, supergigante, supercombinata a Panorama 2015); discesa libera, supergigante e supercombinata a Tarvisio 2017)
  - 2 argenti (slalom gigante e slalom speciale a Tarvisio 2017)